# Uhy
Uhy (en allemand : Uha) est une commune du district de Kladno, dans la région de Bohême-Centrale, en République tchèque. Sa population s'élevait à 376 habitants en 2020.

## Géographie
Uhy se trouve à 6 km au nord-ouest du centre de Kralupy nad Vltavou, à 20 km au nord-est de Kladno et à 27 km au nord-ouest de Prague.
La commune est limitée par Chržín et Sazená au nord, par Nelahozeves à l'est et au sud, et par Velvary au sud-ouest et à l'ouest.

## Histoire
La première mention écrite de la localité date de 1318.